# Tabernaemontana undulata
Tabernaemontana undulata är en oleanderväxtart som beskrevs av Vahl. Tabernaemontana undulata ingår i släktet Tabernaemontana och familjen oleanderväxter. Inga underarter finns listade i Catalogue of Life.